# اندیس آنومالی سرخ زیتون
آنومالی سرخ زیتون یک اندیس فلزی است که در حوالی شهر جیان استان یزد قرار دارد و مادهٔ معدنی موجود در آن، طلا است.سنگ میزبان این اندیس شیل، ماسه سنگ، شیست و فیلیت است  در این اندیس، پاراژنز‌های باریت، پیریت، سلستین، هماتیت و لیمونیت یافت می‌شوند.